# ستيفن كيسي
ستيفن كيسي (بالإنجليزية: Stephen Casey)‏ هو سياسي أمريكي، ولد في 12 سبتمبر 1968. حزبياً، نشط في الحزب الديمقراطي.